# Nepričava
Nepričava (Servisch cyrillisch: Непричава) is een plaats in de Servische gemeente Lajkovac. De plaats telt 679 inwoners (2002).